# Dear Dumb Diary
Dear Dumb Diary é uma série de livros infanto-juvenis, que no Brasil foi lançada como Querido Diário Otário pela editora Fundamento. Atualmente, a saga conta com 18 livros de leitura, todos escritos por Jim Benton, e 1 de atividades.

## Sinopse
Os livros da série falam da adolescente Jamie Kelly, que tem que lidar com sua mãe, que cozinha muito mal, com seu cachorro, o Fedido, que sempre é inconveniente com ela, com sua amiga, Isabella, que é excêntrica (um pouco louca) e com sua arqui-rival, Angelina, menina loira muito bonita com quem compete pela popularidade em sua escola.

## Lista de livros
1. Querido Diário Otário - É Melhor Fingir Que Isso Nunca Aconteceu
2. Querido Diário Otário - Tem um Fantasma na Minha Calça!
3. Querido Diário Otário - Eu Sou a Princesa Ou o Sapo?
4. Querido Diário Otário - Nunca Faça Nada, Nunca
5. Querido Diário Otário - Será Que os Adultos Podem Virar Gente?
6. Querido Diário Otário - O Problema Deste Lugar É Que É Daqui Que Eu Vim
7. Querido Diário Otário - Nunca Subestime a Sua Idiotice
8. Querido Diário Otário - Não É Minha Culpa Se Eu Sei de Tudo
9. Querido Diário Otário - É para Isso Que Não Servem os Amigos
10. Querido Diário Otário - As Piores Coisas da Vida Também São de Graça
11. Querido Diário Otário - Pois É, Acho Que Eu Tenho Superpoderes
12. Querido Diário Otário - Eu! (Igualzinha A Você, Só Que Melhor)
13. Querido Diário Otário Ano 2 - Escola. Será Que Já Não Chega?
14. Querido Diário Otário Ano 2 - Os Superlegais São Superchatos
15. Querido Diário Otário Ano 2 - Ninguém É Perfeito. Mas Eu Estou Quase Lá.
16. Querido Diário Otário Ano 2 - Os Olhos Não Veem, Mas o Coração Sente Mesmo Assim
17. Querido Diário Otário Ano 2 - Pode Apostar Nisso
18. Querido Diário Otário Ano 2 - Aproveite Cada Dia como Se Fosse o Mais Otário

## Representação no cinema
O filme recebeu uma adaptação cinematográfica, porém não foi lançada uma versão no Brasil. Ela está disponível na Netflix.